# موزه ملی ورشو
موزه ملی ورشو (لهستانی: Muzeum Narodowe w Warszawie) یک موزه در ورشو است و یکی از بزرگترین موزه‌ها در لهستان محسوب می‌شود. این موزه شامل آثاری از هنر مصر باستان و هنر در یونان باستان است.

## نگارخانه

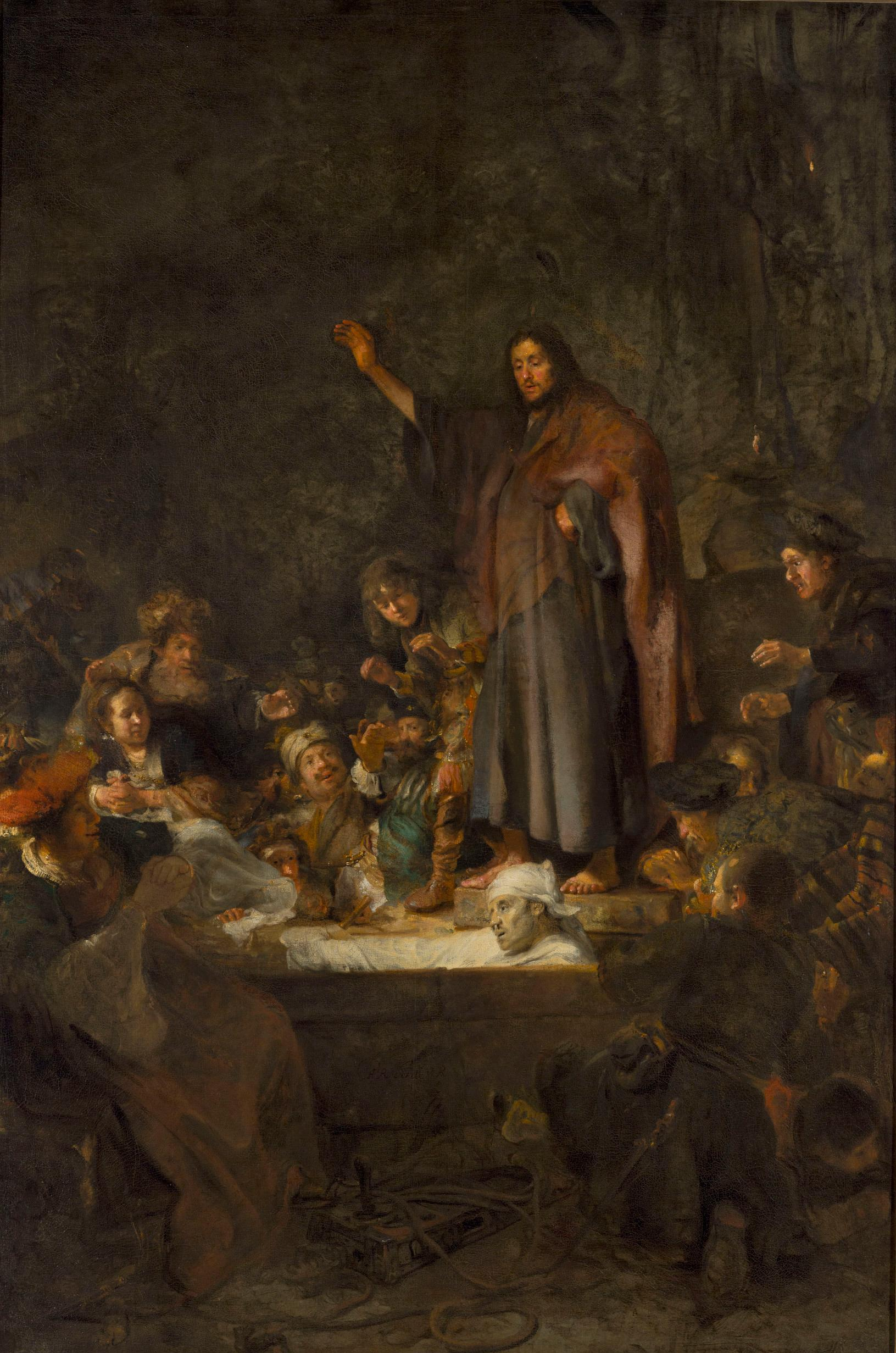
قیام لازاروس حوالی ۱۶۴۳ م. اثر کارل فابریتیوس
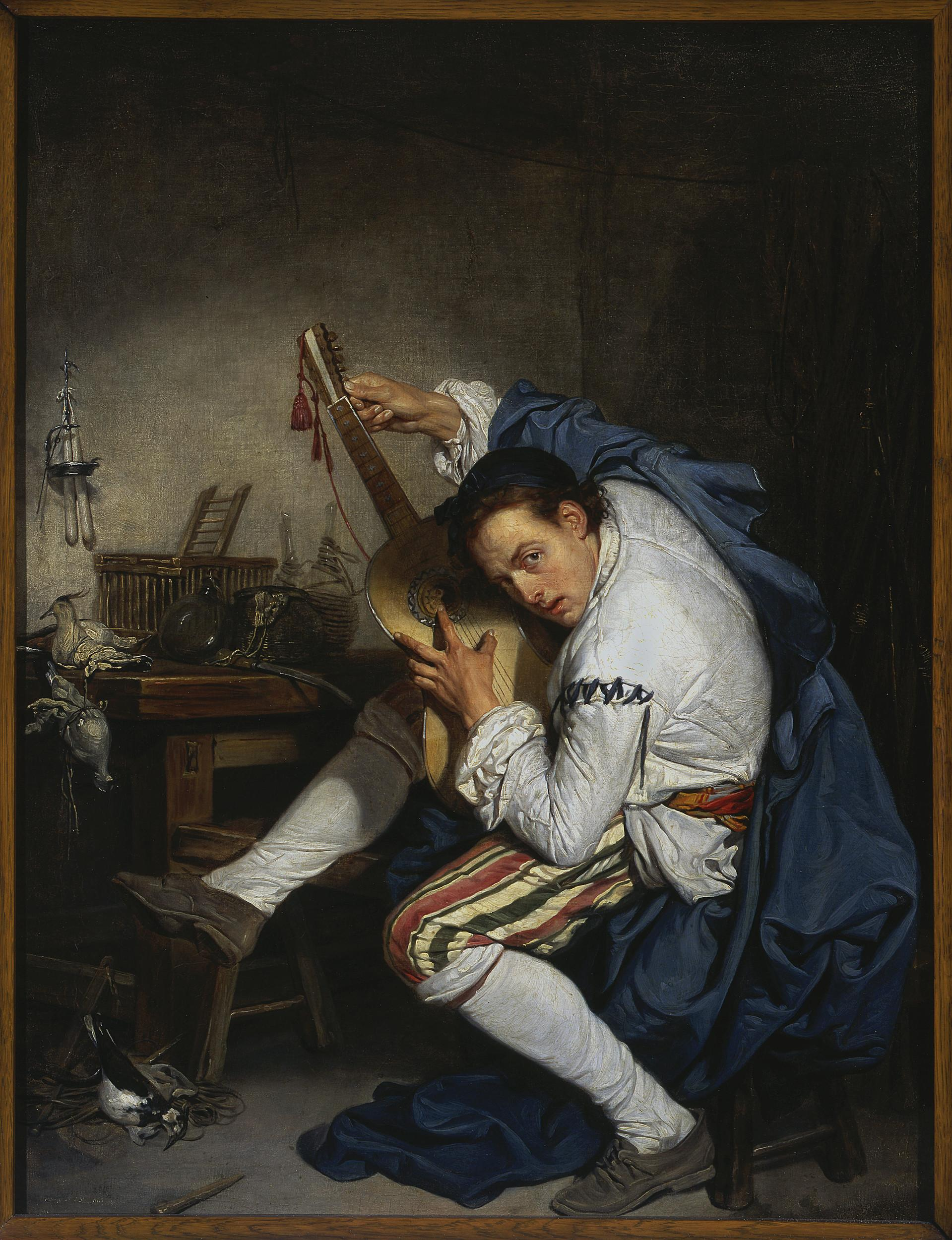
گیتارنواز ۱۷۵۷ م. اثر ژان-بتیست گروز
منظرهٔ ورشو از پنجرهٔ کاخ سلطنتی ۱۷۷۳ م. اثر برناردو بلوتو
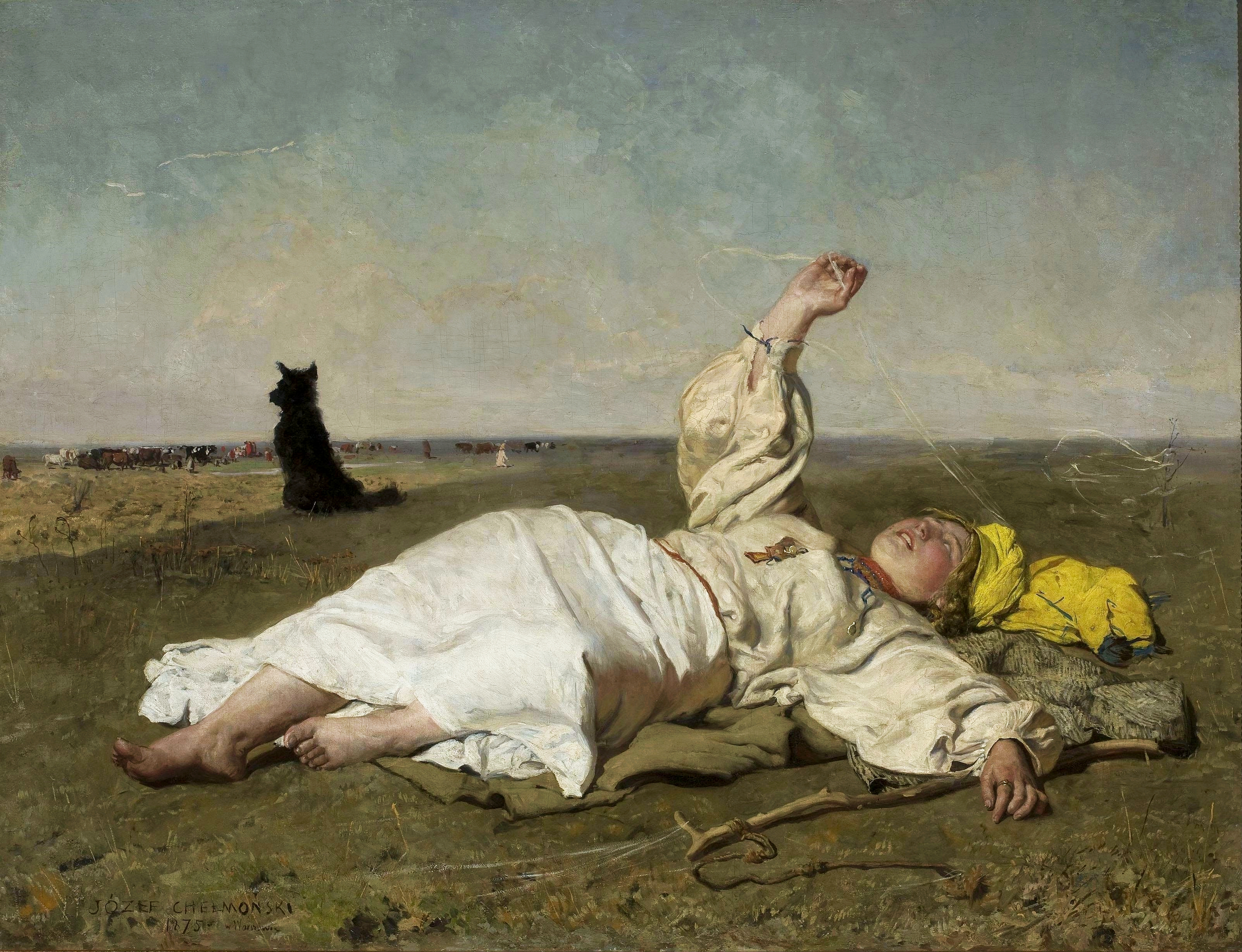
گرمای پاییزه ۱۸۷۵ م. اثر جوزف چلمونسکی
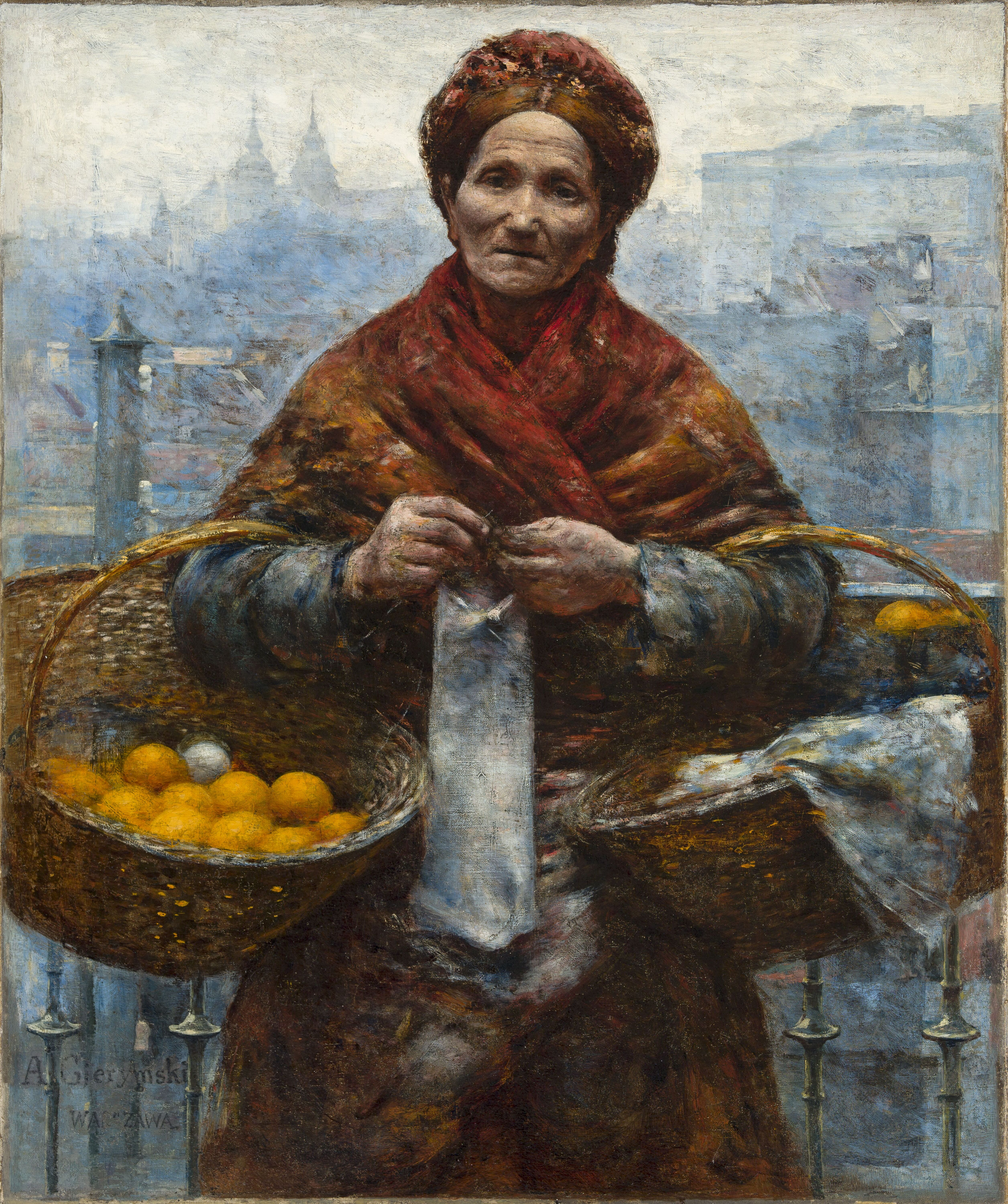
پرتقال‌فروش یهودی بین ۱۸۸۰ و ۱۸۸۱ م. اثر الکساندر گیرمسکی
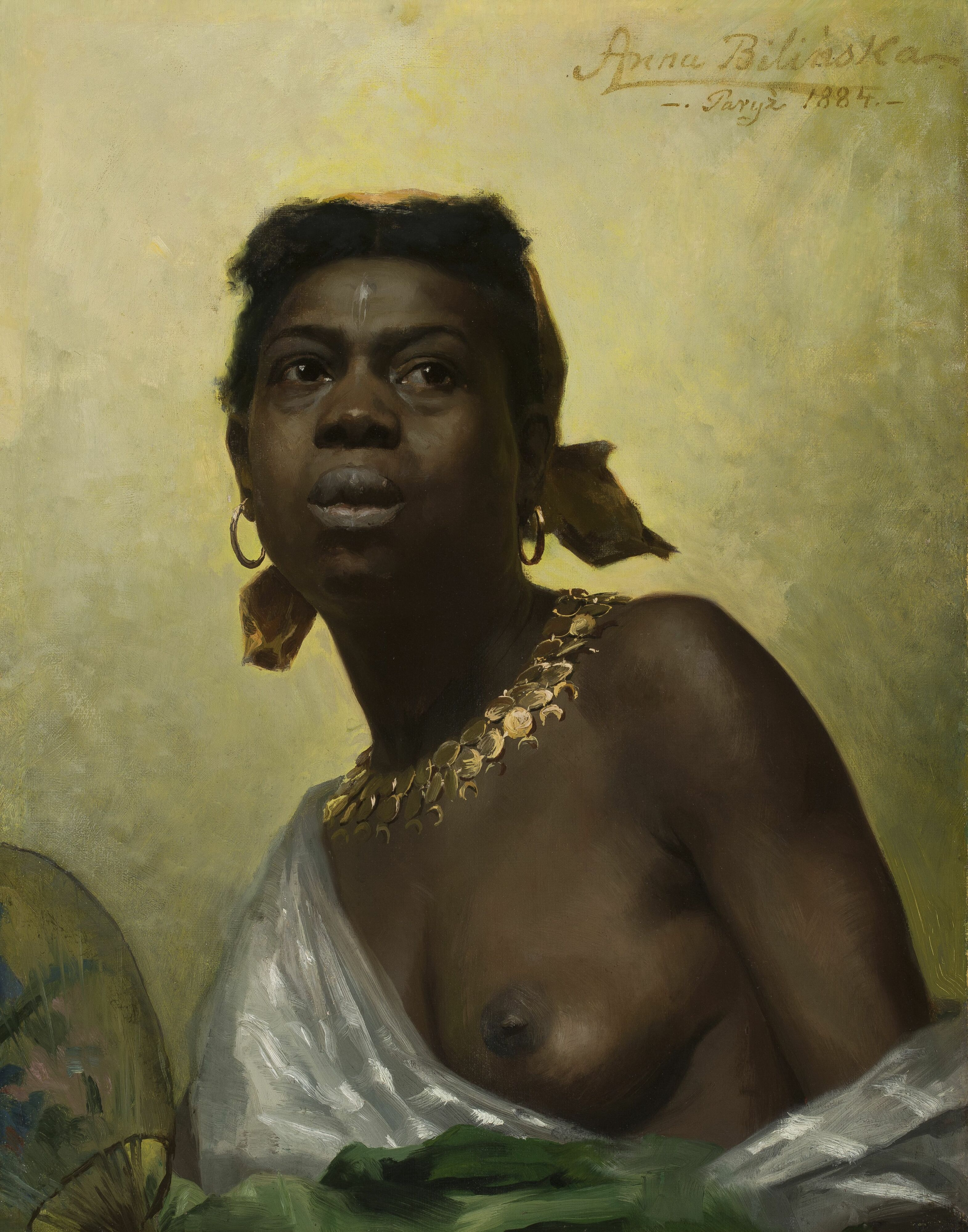
زنی سیاه پوست ۱۸۸۴ م. اثر آنا بیلینسکا بوهدانویچ
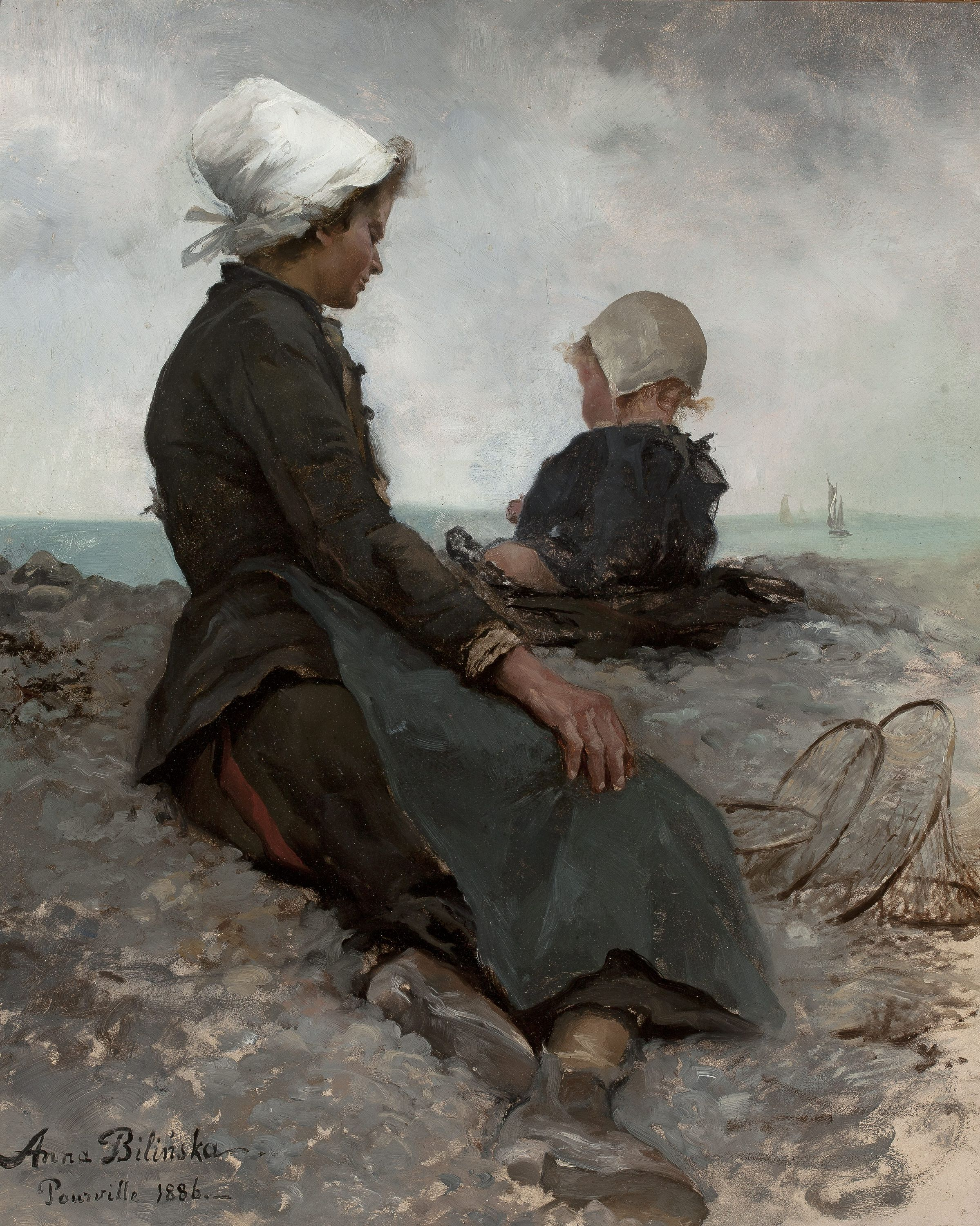
در کنارهٔ ساحل ۱۸۸۶ م. اثر آنا بیلینسکا بوهدانویچ
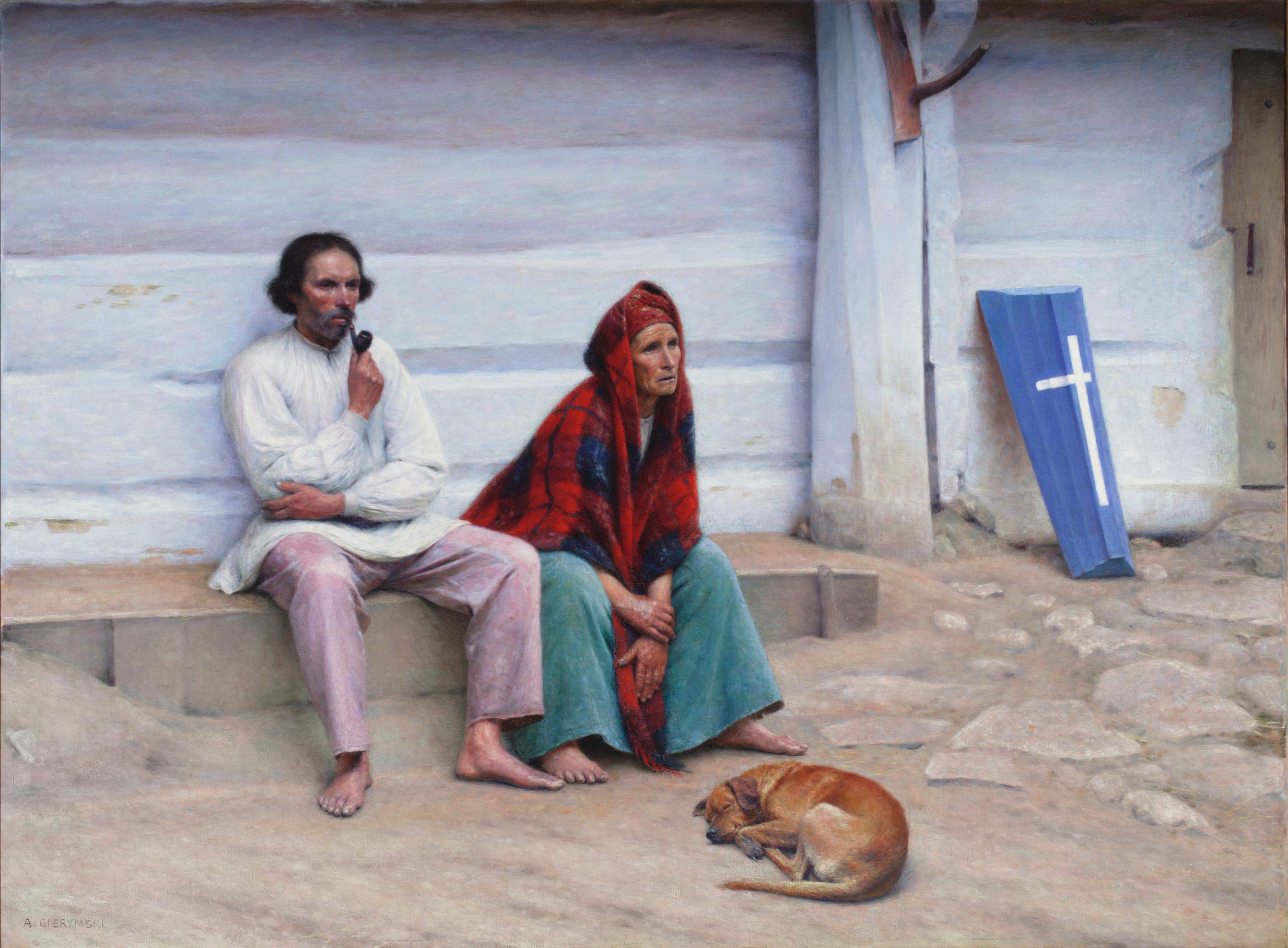
تابوت روستایی ۱۸۹۴ م. اثر الکساندر گیرمسکی
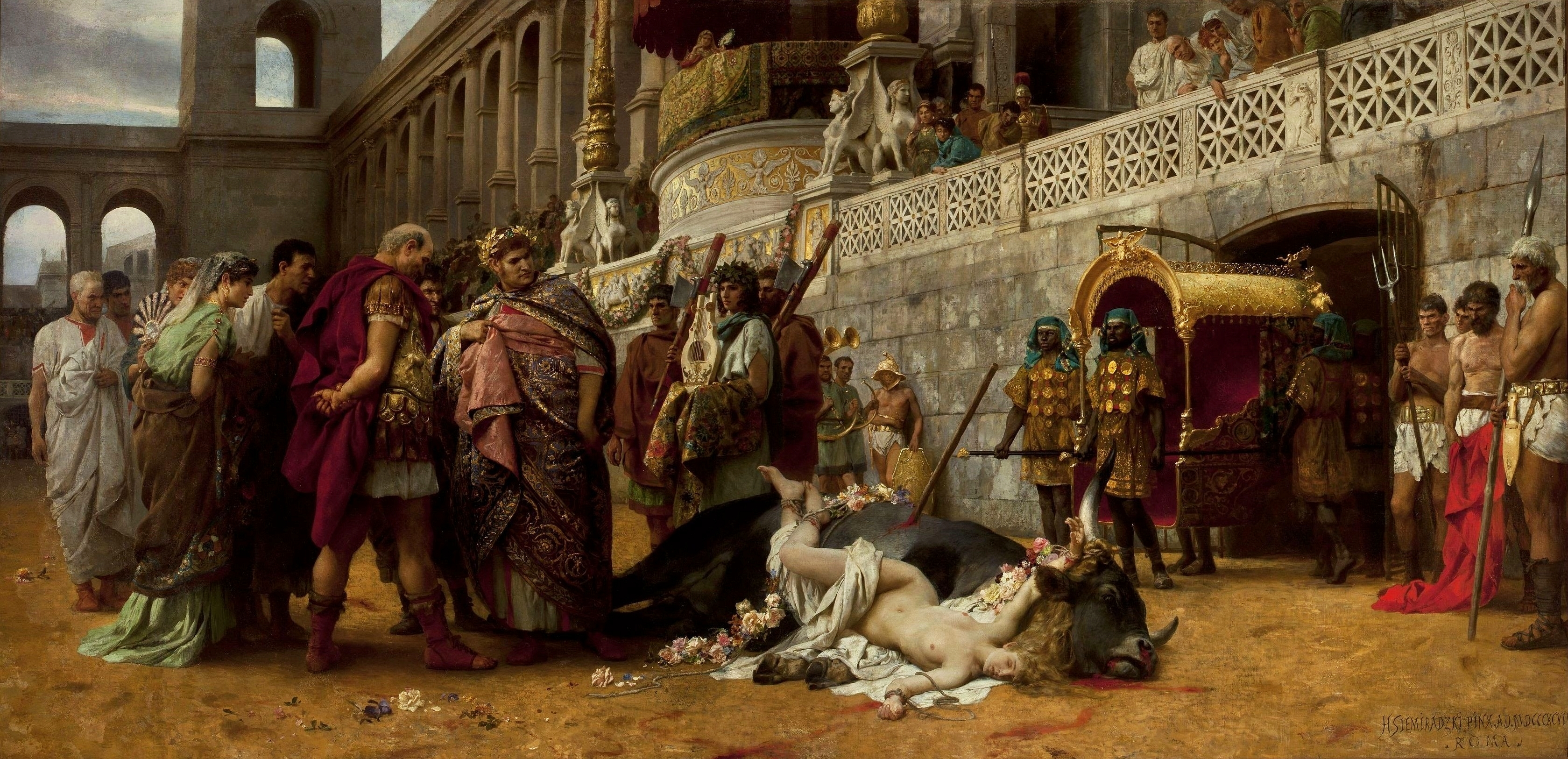
دیرکهٔ مسیحی
۱۸۹۷ م.
اثر هنریک شمیراتسکی